# Chris Munk
Christian Munk, detto Chris (San Francisco, 5 agosto 1967), è un ex cestista statunitense, professionista nella NBA e in Australia.